# Novoilínovka
Novoilínovka (en rus: Новоильиновка) és un poble del krai de Khabàrovsk, a Rússia, que el 2018 tenia 52 habitants. Pertany al districte rural de Komsomolsk na Amure.